# Антонов, Сергей Иванов
Сергей Иванов Антонов (болг. Сергей Иванов Антонов; 1948—2007) — гражданин Болгарии, обвинялся в соучастии в покушении на Римского папу Иоанна Павла II (1981 год, так называемый «болгарский след»). Основанием для обвинения стали показания покушавшегося на Папу во время прохождения папского кортежа по площади Святого Петра в Риме турецкого террориста Али Агджи. Антонов в это время работал в Италии представителем авиакомпании Балканские авиалинии.
Был задержан итальянской полицией 25 ноября 1982 года (в числе подозреваемых были также дипломаты Желю Василев и Тодор Айвазов, но они успели вернуться в Болгарию). Своё участие в заговоре отрицал. Провёл более трёх с половиной лет в заключении и в конечном итоге был оправдан итальянским судом из-за отсутствия доказательств.
После освобождения вернулся в Болгарию 1 апреля 1986 года. Его здоровье было подорвано, согласно заявлениям некоторых болгарских специалистов, он подвергался не только психологическому давлению на допросах в тюрьме, но получал и психотропные вещества. Некоторое время продолжал работать курьером, а затем ушёл на пенсию по болезни. Вёл замкнутый образ жизни. 27 марта 2002 года Национальное собрание Болгарии назначило Антонову специальную пенсию за заслуги в размере 160 левов в месяц. 
Был найден мертвым в своей квартире в Софии летом 2007 года. Врачи считают, что он, возможно, умер от естественных причин за два дня до его обнаружения.
21 мая 2015 года в зале «Америка для Болгарии» юридического факультета Софийского университета профессор Джузеппе Консоло из римского университета «Гвидо Карли» выступил с публичной лекцией «Происхождение закона и презумпция невиновности по ст. 27 (Обвиняемый не считается виновным впредь до окончательного осуждения) Конституции Италии — дело Антонова и покушение на Папу Римского в свете Конституции Италии»